# La criatura del divendres
"La criatura del divendres" (títol original en anglès "Friday's Child") és l’onzè episodi de la segona temporada de la sèrie de televisió de ciència-ficció estatunidenca Star Trek. Escrit per D. C. Fontana i dirigida per Joseph Pevney, es va emetre per primera vegada l'1 de desembre de 1967.
A l'episodi, la tripulació de l' Enterprise s'embolica en la lluita pel poder tribal d'un planeta. A la seva dificultat s'afegeix la presència dels klíngons, i una dona (Julie Newmar) que no vol el seu fill que ha de néixer.
El títol de l'episodi deriva d'un poema tradicional anglès, conegut com "Monday's Child". La referència és a una línia de la versió de 1887 Harper's Weekly del poema: "El nen de divendres està ple de pena."

## Argument
L'USS Enterprise, sota el comandament del capità Kirk, arriba a Capella IV per negociar un contracte miner per a un mineral valuós. Els capellans són violents i guerrers, però escrupolosament honestos. Kirk arriba al planeta amb el Dr. McCoy, el primer oficial Spock i un oficial de seguretat; troben que Kras, un emissari klíngon, ja hi és present. Els Capellans ordenen a Kirk i al seu grup que lliurin les seves armes com ho ha fet el klíngons, i malgrat haver matat l'escorta de seguretat de Kirk per treure una arma al klíngon, tracten el grup com a convidats d'honor.
El líder dels capellans, Akaar, afavoreix l'oferta de la Federació davant la dels klíngons. Tanmateix, un altre capellà anomenat Maab desafia el seu lideratge. La baralla esclata entre els capellans i Maab mata Akaar, guanyant-se el títol de Teer (líder). Ell ordena la mort de l'Eleen, l'esposa embarassada d'Akaar, perquè el seu fill per néixer representa la competència al govern de Maab. Kirk, Spock i McCoy aconsegueixen escapar amb l'Eleen a uns turons propers. Mentre un grup de capellans els persegueix, McCoy està decidit a ajudar amb l'embaràs d'Eleen, malgrat la prohibició de la seva cultura contra el contacte físic amb la dona d'un Teer. Ell aconsegueix guanyar-se la seva col·laboració, però ella no es pot reconciliar amb el fet de tenir el nen, que en la seva cultura no pertanyeria a ningú. McCoy li diu que repeteixi les paraules "el nen és meu", però ella ho interpreta malament, pensant que McCoy reclama el nen com a seu. El lliurament ha estat satisfactori, però en Kirk no pot contactar amb l’Enterprise utilitzant els seus comunicadors perquè la nau estel·lar ha estat arrossegada per una falsa trucada de socors.
Arriben els Capellans i l'Eleen escapa per rendir-se a Maab, afirmant que ella va matar els humans. Quan Kras qüestiona la seva història, treu un faser de la Federació que havia recuperat abans i amenaça tothom. Maab se sacrifica per atraure el foc de Kras, i un guerrer capellan mata el klíngon. Apareix un equip de l' Enterprise i evita més violència. De tornada a l’Enterprise, es revela que l'Eleen, actuant com a regent del seu fill, ha autoritzat l'acord de mineria amb la Federació i que el nen s'ha anomenat Leonard James Akaar. Per això, Spock prediu que Kirk i McCoy estaran "insufriblement satisfets" amb ells mateixos "almenys un mes".

## Doblatge al català
L’episodi va ser doblat al català pels estudis Tecni-3 (primera part) i Diálogo (segona part) i emès a TV3 l’any 1989.
| Personatge                | Actor/actriu     | Veu en català                      |
| ------------------------- | ---------------- | ---------------------------------- |
| James T. Kirk             | William Shatner  | Jordi Boixaderas                   |
| Spock                     | Leonard Nimoy    | Isidre Sola i Llop                 |
| Leonard McCoy             | DeForest Kelley  | Eduard Lluís Muntada               |
| Montgomery Scott 'Scotty' | James Doohan     | Joan Carles Gustems Domènec Farell |
| Nyota Uhura               | Nichelle Nichols | Glòria Roig Azucena Díaz           |
| Hikaru Sulu               | George Takei     | Jaume Nadal Enric Cusí             |
| Pavel Chekov              | Walter Koenig    | Quim Roca Pep Madern               |
| Eleen                     | Julie Newmar     | Àngels Moll                        |
| Akkar                     | Ben Cage         | Enric Arquimbau                    |
| Maab                      | Michael Dante    | Miquel Cors                        |
| Kras                      | Tige Andrews     | Enric Arredondo                    |
| Tinent Leslie             | Eddie Paskey     | Enric Isasi-Isasmendi              |

## Producció i recepció
L'escriptora D.C. Fontana va dir que volia una història sobre una dona forta que no necessàriament volia fills. La seva idea original es va utilitzar pràcticament sense canvis, amb l'excepció principal l'addició dels klíngons.
Zach Handlen de  The A.V. Club va donar a l'episodi una "B+", elogiant-lo per haver donat a McCoy una presència més forta i millors línies.